# Tampico Alto (municipalité)
Pour les articles homonymes, voir Tampico.
La municipalité de Tampico Alto est l'une des 212 municipalités de l'État de Veracruz, et est située dans la partie nord de cet État. Située à l'ouest du golfe du Mexique, elle appartient à sa plaine côtière. Elle appartient au Bassin versant du fleuve Río Pánuco. Son chef-lieu est la ville éponyme de Tampico Alto. Elle dépend de la région Huasteca Alta, du nom du peuple des Huaxtèques qui y est établi, et est une des 10 subdivisions administratives de l'État de Veracruz.

## Géographie

Bassin inférieur du Río Pánuco

La municipalité de Tampico Alto fait face au nord-est à la lagune de Tamiahua, tandis qu'elle contrôle le cordon dunaire séparant la lagune du golfe du Mexique, face à la municipalité d'Ozuluama de Mascareñas. Elle se trouve également au nord à cheval sur la lagune de Pueblo Viejo. Elle est traversée du nord au sud par un cours d'eau qui achève sa course dans la lagune de Pueblo Viejo, laquelle communique ensuite par un chenal avec le fleuve Río Pánuco, tandis qu'un affluent de ce même fleuve, le Río Chicayan, la limite au nord-ouest. Située dans la plaine côtière, son altitude oscille entre 10 et 100 mètres. Son chef-lieu, la ville éponyme de Tampico Alto, se trouve dans les confins nord-est de son territoire. Ce territoire couvre une superficie de 873,8 km², et était peuplé en 2020 de 11 561 habitants, pour une densité de 13,2 habitants par km².
Elle est limitrophe au nord de la municipalité de Pueblo Viejo, à l'ouest de celle de Pánuco, au sud et l'est de celle d'Ozuluama de Mascareñas, et à l'extrême sud-est de celle de Tamiahua.

## Composition et démographie
La municipalité était composée en 2020 de 227 localités, dont une seule était considérée comme urbaine, les autres étant rurales.
| Localité            | Population |
| ------------------- | ---------- |
| Tampico Alto        | 2706       |
| La Ribera           | 708        |
| Las Chacas          | 482        |
| Llano de Bustos     | 392        |
| Alto de la Zapupera | 361        |
| Reste des localités | 6912       |

En plus de l'espagnol, plusieurs langues amérindiennes sont parlées dans la municipalité, dont les principales sont par ordre d'importance : le huastèque, le nahuatl, le totonaque et le chontal.

## Histoire

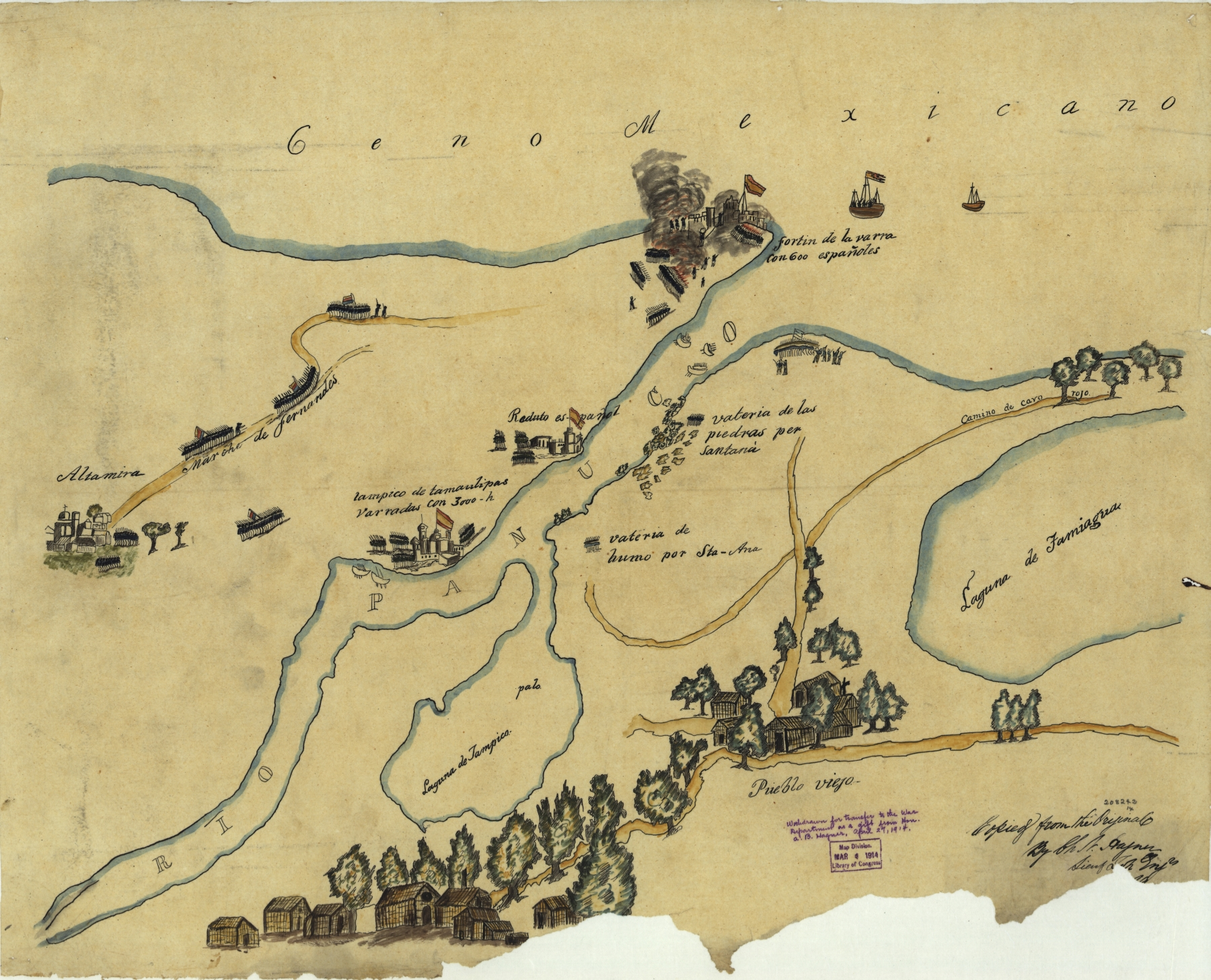
Carte montrant l'ancien site de San Luis Tampico

L'actuelle ville de Tampico Alto a été fondée en 1754, en remplacement de l'ancien site de San Luis de Tampico, aujourd'hui nommé Cuauhtémoc,dans la municipalité de Pueblo Viejo. Un premier peuplement de ce nouveau site avait eu lieu dès 1749, sous le nom de La Joya, par des habitants de l'ancien site de San Luis de Tampico, mais des conflits entre les deux populations ont amené le comte de Sierra Gorda à intervenir et à officiellement refonder la ville de San Luis de Tampico sur ce nouveau site. La ville sera déplacée une dernière fois en 1823, sur le site de l'actuelle ville de Tampico, dans l'État de Tamaulipas, près de l'estuaire du fleuve Río Pánuco.

## Économie

### Agriculture et élevage
L'économie agropastorale occupe 55% de la population active. Ces activités comprennent la culture de la jicama, sorte de pois-patate, de l'ananas et de la pastèque, ainsi que de l'élevage et de la pêche.

### Industrie
Le territoire de la municipalité comprend des ressources en charbon, exploitées par la compagnie "Minera del Carbón, S.A.".